# Asiamérique
L'Asiamérique était un paléocontinent formée à partir du territoire de la Laurasie et séparé par des mers continentales de l'Eurasie à l'Ouest et de l'Amérique du Nord à l'Est. Cette région est maintenant incorporée à la Chine, la Mongolie, l'ouest des États-Unis et à l'ouest du Canada. Les fossiles nous ont apporté la preuve que ce fut la résidence de nombreux dinosaures et d'anciens mammifères. L'Asiamérique existait à l'époque du Crétacé jusqu'à la période de l'Éocène. La partie la plus haute de ce continent était à proximité du Groenland et la plus basse près du pôle Nord.

## Source
- (en) L'Asiamérique sur Paleos.com